# Прато-делла-Валле

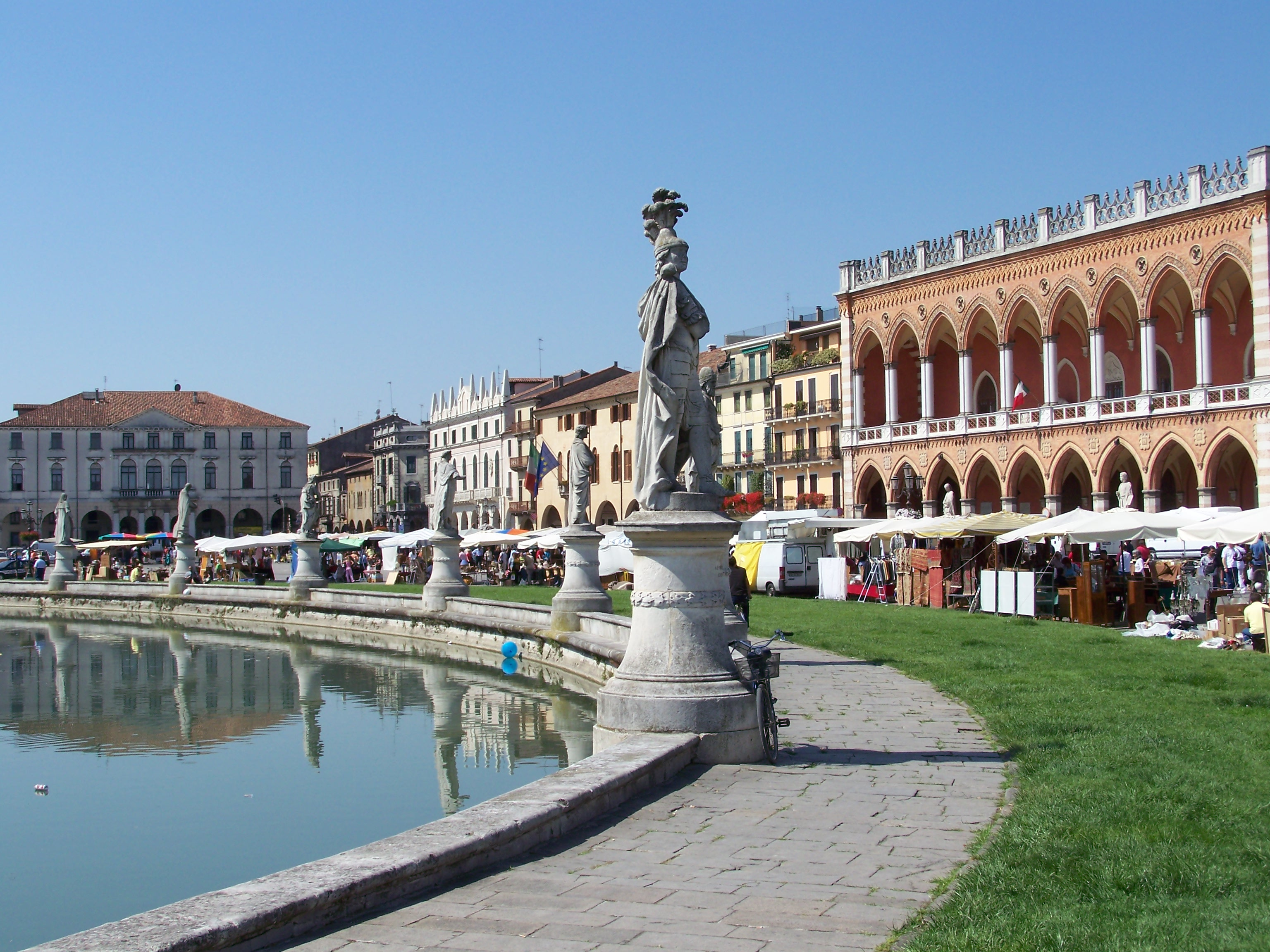
Канал и статуи Прато-делла-Валле. На заднем плане Лоджия Амулеа

Прато-делла-Валле (итал. Prato della Valle, вен. Prà de ła Vałe)— площадь к югу от исторического центра Падуи. Площадь 88 620 м² делает её самой большой площадью Италии и одной из крупнейших площадей Европы. Прато-делла-Валле широко известна своей оригинальной планировкой, включающей в себя канал в форме эллипса вокруг центральной части площади, мосты через канал и двойной ряд статуй выдающихся падуанцев вдоль канала, которые создавались с 1775 по 1838 годы. В южной части площади находится Базилика Санта-Джустина, от северной части площади улица блаженного Луки Беллуди выводит к базилике Святого Антония. На самой площади расположено большое количество старинных особняков, памятников архитектуры. Название переводится как «луг в долине».

## История

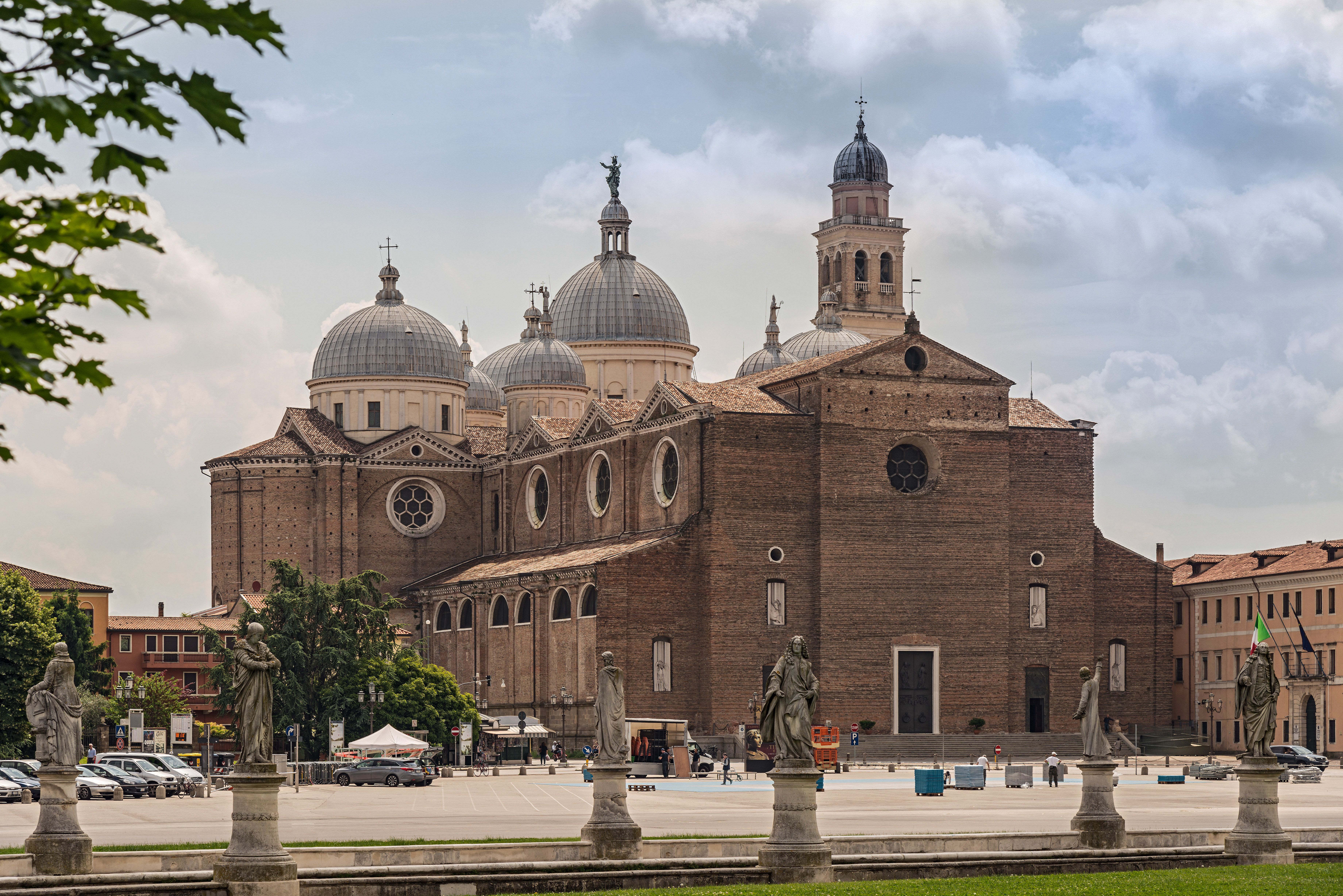
Вид от канала на базилику Санта-Джустина

В римскую эпоху на месте современной Прато-делла-Валле располагался императорский театр на 6400 зрителей и Марсово поле. Свитеделем существования амфитеатра был падуанский оратор, философ и писатель Публий Клодий Тразея Пет (1 г. Н.Э. — 66 г. Н.Э.). Из его очерков историкам стало понятно, что амфитеатр имел название Zairo, был построен в 60 году Н.Э. и по размерам был равен Арене в Вероне. В 1775 году на площади были обнаружены руины арены и их можно было наблюдать до начала 19 века. Впоследствии, руины были разобраны для строительства близлежащих сооружений.
С 1257 года на площади проводились скачки в память об изгнании тирана Эццелино III да Романо, кроме того площадь использовалась для ярмарок, которым впрочем мешала сильная заболоченность территории.
15 апреля 1532 года здесь был убит наёмным убийцей лидер восстания в Тироле Михаэль Гайсмайр. 
В 1775 году под руководством архитектора Доменико Черато площадь была полностью перестроена. Для её полного осушения был прорыт канал, центральная часть площади превратилась в остров, получивший имя Меммия по имени венецианского патриция Андреа Меммо, отдавшего распоряжение о перестройке Прато-делла-Валле. Остров пересекают под прямым углом две аллеи, выводящие к четырём мостам над каналом. В центре острова в месте их пересечения расположен фонтан. Вдоль канала двумя рядами установлены 78 статуй выдающихся людей, связанных с Падуей, которые создавались с 1775 по 1838 годы.

## Известные здания
- Базилика Санта-Джустина

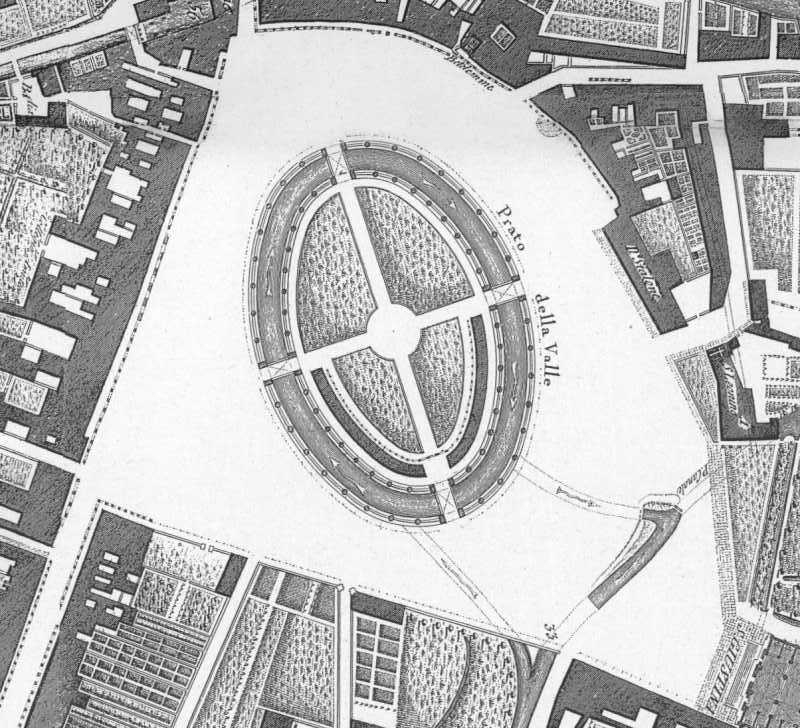
План площади (конец XVIII века)

- Палаццо Анджели (XV век, расположен на углу с улицей Умберто I)
- Лоджия Амулеа.